# 米羅柳比夫卡 (別里斯拉夫區)
米羅柳比夫卡（羅馬化：Myroliubivka）是烏克蘭南部赫爾松州別里斯拉夫區新沃龙佐夫卡市镇内的村莊。始建於1828年，面積198.4平方公里，海拔高度81米，2001年人口731，人口密度每平方公里3.7人。
當地一度被俄羅斯佔領。2022年9月12日，烏克蘭收復了米羅柳比夫卡。